# Chamoim
Chamoim ist eine ehemalige Gemeinde (Freguesia) im Norden Portugals. Sie liegt im Gebiet des Nationalparks Peneda-Gerês.

## Geschichte
Der heutige Ort entstand möglicherweise im Verlauf der mittelalterlichen Reconquista. Eine erste Kirche ist in den königlichen Registern aus dem Jahr 1220 aufgeführt.
1758 war Sequeirós Hauptort des Verwaltungskreises, zu dem elf Gemeinden gehörten, darunter Chamoim.

## Verwaltung
Chamoim war eine Gemeinde (Freguesia) im Kreis (Concelho) von Terras de Bouro, im Distrikt Braga. Die Gemeinde hatte eine Fläche von 8 km² und 291 Einwohner (Stand 30. Juni 2011).
Die Gemeinde setzte sich aus sieben Ortschaften zusammen:
- Chão de Pinheiro
- Frigueira
- Lagoa (Hauptort)
- Padrós
- Pergoim
- Santa Comba
- Sequeirós

Mit der Gemeindereform vom 29. September 2013 wurden die Gemeinden Chamoim und Vilar zur neuen Gemeinde União das Freguesias de Chamoim e Vilar zusammengeschlossen. Chamoim wurde Sitz dieser neu gebildeten Gemeinde.

## Bevölkerungsentwicklung

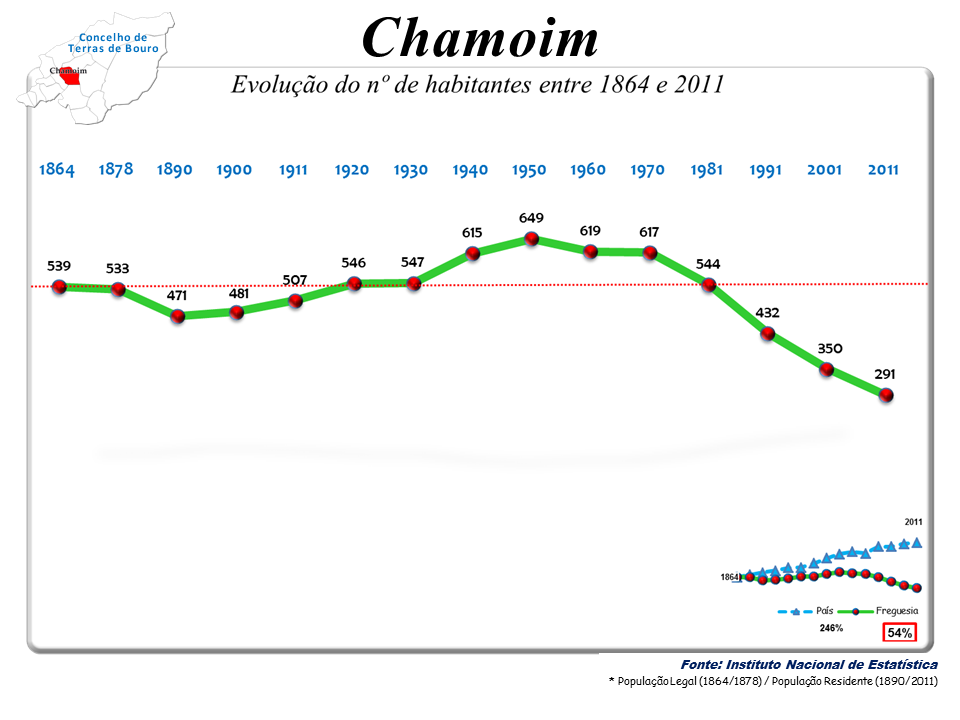
Bevölkerungsentwicklung in der Gemeinde Chamoim bis 2011

Die Gemeinde ist von Abwanderung und Überalterung gekennzeichnet.
| Einwohnerzahl in der Gemeinde Chamoim (1864–2011) | Einwohnerzahl in der Gemeinde Chamoim (1864–2011) | Einwohnerzahl in der Gemeinde Chamoim (1864–2011) | Einwohnerzahl in der Gemeinde Chamoim (1864–2011) | Einwohnerzahl in der Gemeinde Chamoim (1864–2011) | Einwohnerzahl in der Gemeinde Chamoim (1864–2011) | Einwohnerzahl in der Gemeinde Chamoim (1864–2011) | Einwohnerzahl in der Gemeinde Chamoim (1864–2011) | Einwohnerzahl in der Gemeinde Chamoim (1864–2011) | Einwohnerzahl in der Gemeinde Chamoim (1864–2011) | Einwohnerzahl in der Gemeinde Chamoim (1864–2011) | Einwohnerzahl in der Gemeinde Chamoim (1864–2011) | Einwohnerzahl in der Gemeinde Chamoim (1864–2011) | Einwohnerzahl in der Gemeinde Chamoim (1864–2011) | Einwohnerzahl in der Gemeinde Chamoim (1864–2011) |
| ------------------------------------------------- | ------------------------------------------------- | ------------------------------------------------- | ------------------------------------------------- | ------------------------------------------------- | ------------------------------------------------- | ------------------------------------------------- | ------------------------------------------------- | ------------------------------------------------- | ------------------------------------------------- | ------------------------------------------------- | ------------------------------------------------- | ------------------------------------------------- | ------------------------------------------------- | ------------------------------------------------- |
| 1864                                              | 1878                                              | 1890                                              | 1900                                              | 1911                                              | 1920                                              | 1930                                              | 1940                                              | 1950                                              | 1960                                              | 1970                                              | 1981                                              | 1991                                              | 2001                                              | 2011                                              |
| 539                                               | 533                                               | 471                                               | 481                                               | 507                                               | 546                                               | 547                                               | 615                                               | 649                                               | 619                                               | 617                                               | 544                                               | 432                                               | 350                                               | 291                                               |

## Kultur, Bildung und Sehenswürdigkeiten
Die denkmalgeschützte Gemeindekirche Igreja de São Tiago stammt aus dem 18. Jahrhundert und geht auf einen ersten Sakralbau aus dem 13. Jahrhundert zurück.
Eine Grundschule besteht in der ehemaligen Gemeinde Chamoim.
Der 9 km lange Wanderweg Trilho Pedestre dos Moinhos e Regadios Tradicionais, mit dem Kürzel PR 4 versehen (siehe dazu Liste der Wanderwege in Portugal#Liste der Kurzwanderwege (PR)), führt an Flüssen und Wassermühlen vorbei. Vor allem die alten Wassermühlen am Rio Homem sind überwiegend gut erhalten.
Ein wichtiger Akteur im Gemeindeleben Chamoims ist der Sport- und Freizeitverein Associação Cultural Recreativa e Desportiva de Chamoim.

## Wirtschaft
Betriebe der Landwirtschaft, des Bauwesens, des Handels und der Gastronomie bestehen im Gebiet der früheren Gemeinde Chamoim. Das bekannteste und bedeutendste Unternehmen ist Àguas do Fastio mit Sitz in Pergoim. 1979 gegründet, ist das Unternehmen heute eine landesweit bekannte Marke für Mineralwasser.